# José Luis Espert
José Luis Espert (Pergamino, 21 de novembro de 1961) é um economista, professor e político argentino conhecido por sua forte defesa do liberalismo econômico. Em 2018, anunciou sua candidatura para a Presidência Argentina nas Eleições de 2019.
Foi candidato pelo Frente Despertar e recebeu 1,47% dos votos. No 2020, aliou-se com o economista Javier Milei em vistas das Eleições Legislativas de 2021.

## Início de vida e carreira

### Nascimento
José Luis Espert nasceu o 21 de novembro de 1961 no Pergamino, na província de Buenos Aires (Argentina).

### Carreira
Estudou economia na Universidade de Buenos Aires, fiz um mestrado em estatística na Universidade Nacional de Tucumán e um mestrado em economia na UCEMA. No 2020, culminou um doutorado em economia na UCEMA. O titulo da tese de doutorado foi Política Comercial y Salarios Reales: Una Aproximación Empírica Al Caso Argentino (Política comercial e salários reais: uma abordagem empírica para o caso argentino).
Espert iniciou sua carreira no escritório econômico de Miguel Ángel Broda, onde foi analista de programação monetária e depois Economista chefe. Logo, trabalhou no escritório Arriazu e foi parceiro de Econométrica S.A. No ano 2000, ele fundou sua consultoria econômica: Estudio Espert.
É parceiro dela Associação argentina da economia política, e colunista nos jornais La Nación, El Cronista, e El País. Com uma ideologia liberal, Espert foi crítico do segundo mandato de Carlos Menem, e das presidências de Fernando de la Rúa, Eduardo Duhalde, Néstor Kirchner, Cristina Fernández de Kirchner e Mauricio Macri.
Desde 2016, Espert participa da rede social YouTube.

## Candidatura presidencial
No 2018, Espert anunciou que iria participar nas eleições presidenciais em 2019, onde iria presentar-se dentro do Frente Despertar, uma coligação política integrada pelos Partido Libertario, a Unión del Centro Democrático (União do Centro Democratico), o Partido Nacionalista Constitucional e UNIR, Unite por la Libertad y la Dignidad (Junte-se pela liberdade e a dignidade). Escolheu ao Luis Rosales como candidato a vice-presidente.
Suas propostas de campanha foram aumentar a inversão, uma desça da inflação, reduzir a despesa pública, a criação de uma agencia similar a DEA estadunidense para combater o narcotráfico, além uma desregulamentação geral na economia. Espert está a favor da Descriminalização do consumo pessoal da Maconha, e de uma reforma educativa usando o sistema de cheque escolar. É contra dos regimes de promoção industrial, e está a favor da restrição do direito de greve. Espert descreveu os sindicatos argentinos como máfias e as Paritarias, o processo de revisão salarial entre as empresas e os sindicatos, como fascista. Falou de uma necessidade de gerar "uma legislação mais amigável com o emprego" e de fazer "uma profunda reforma tributária e do Estado". Alem disso, ele está a favor de privatizar as empresas estatais e as aposentadorias.
A partir do 20 de julho de 2019, trabalhou na campanha com Dick Morris, quem foi consultor para o Bill Clinton.
Nas eleições primarias e públicas do 2019 recibou o 2,18% dos votos, superando o piso de 1,5% requerido para se-presentar nas eleições gerais. No primeiro turno das eleições, recibou o 1,47% dos votos. Na cidade de Buenos Aires, avalou a candidatura de Horacio Rodríguez Larreta, candidato local de Mauricio Macri.

## Livros
- La Argentina devorada (2017)
- La sociedad cómplice (2019)